# جیووانی برتینی
جیووانی برتینی (انگلیسی: Giovanni Bertini; ۷ ژانویهٔ ۱۹۵۱ – ۳ دسامبر ۲۰۱۹) بازیکن فوتبال اهل ایتالیا بود.
از باشگاه‌هایی که در آن بازی کرده‌است می‌توان به باشگاه فوتبال آسکولی، باشگاه فوتبال فیورنتینا، باشگاه فوتبال آ.اس. رم، باشگاه فوتبال کاتانیا، باشگاه فوتبال بنونتو، و باشگاه فوتبال اتلتیکو آرتزو اشاره کرد.
وی همچنین در تیم ملی فوتبال زیر ۲۱ سال ایتالیا بازی کرده‌است.